# Hortipes bosmansi
Hortipes bosmansi là một loài nhện trong họ Corinnidae.
Loài này thuộc chi Hortipes. Hortipes bosmansi được miêu tả năm 2000 bởi Bosselaers & Rudy Jocqué.